# 고스트캣 앙주 (영화)
《고스트캣 앙주》(일본어: 化け猫あんずちゃん 바케네코 안즈 찬[*])는 쿠노 요코와 야마시타 노부히로가 감독하고 신에이 동화와 Miyu Productions가 제작한 2024년 애니메이션 영화이다. 이마시로 다카시의 동명의 만화를 바탕으로 한 이 영화에는 타이틀 캐릭터인 유령 고양이 앙주 역에 모리야마 미라이, 어린 소녀 카린 역에 노토 고아가 출연한다. 이 영화는 2024년 7월에 일본에서 개봉했다.

## 줄거리
11살 카린은 아버지 테츠야와 함께 할아버지가 사는 소세이 사찰로 간다. 테츠야는 사채업자에게 빚을 갚기 위해 아버지에게 돈을 빌리러 사찰에 왔고, 돈을 거절당하자 카린을 사찰에 남겨두고 어머니의 기일에 돌아오겠다고 약속한다.
사찰에서 카린은 인간처럼 걷고 말하는 고양이 앙주를 만난다. 앙주는 휴대폰과 오토바이를 사용하며 안마사로 일한다. 앙주는 카린 또래의 두 지역 소년들과 친구가 되는데, 그들은 앙주를 갱단 두목처럼 대한다. 앙주는 또한 지역 남자 요찬이 가난의 신에게 쫓기고 있다는 것을 알아채고, 그를 속여 요찬을 혼자 두도록 한다. 한편, 카린은 새로운 집에서 무기력하고 지루해하며, 약속된 만남의 날에도 오지 않는 아버지를 기다리며 자주 기차역을 방문한다.
앙주는 메추리떼를 따라가다 그들이 사실 숲의 정령이라는 것을 발견하고, 괴물 개구리와 다른 요괴들을 만난다. 앙주는 그들을 사찰 파티에 초대하고, 그곳에서 카린을 만난다. 카린은 요괴들에게 동정심을 얻기 위해 아버지에게 버림받고 돈이 없다고 울고, 성공한다. 나중에 카린은 도쿄로 도망치기 위해 소년들 중 한 명에게 앙주의 자전거를 훔치라고 설득한다. 길을 잃고 괴물 개구리에게 발견된 후, 카린과 앙주는 함께 길을 나선다.
도쿄에 있는 카린 어머니의 묘소가 있는 납골당에 들어갈 수 없게 되자, 앙주는 가난의 신이 이제 카린에게 붙어있다는 것을 깨닫는다. 신은 카린의 어머니를 만나기 위해 고장난 화장실 칸막이의 문을 통해 그들을 저승으로 이끈다. 그곳에서 카린은 아버지가 삶과 죽음 사이에 매달려 있는 것을 보고, 사채업자들에게 "반쯤 죽도록" 맞았다는 소식을 듣는다. 그리고 어머니를 찾아 오니와 저승의 왕인 염라대왕에게 쫓기면서 어머니를 산 자의 땅으로 데려간다. 앙주, 카린, 어머니는 축제로 쫓기고, 그곳에 괴물 개구리와 다른 요괴들이 돕기 위해 도착하지만, 오니에게 쉽게 당한다. 앙주는 염라대왕을 속여 그들을 혼자 두게 하려 하지만, 염라대왕은 거절하고 그를 밀쳐낸다. 카린의 어머니는 저승으로 돌아가 자신을 기다리는 벌을 받아들이지만, 자신과 카린이 다시 만날 것이라고 약속한다.
카린은 사채업자와의 만남에서 살아남아 모든 빚을 갚은 아버지와 재회한다. 그러나 아버지가 카린에게 자신과 함께 도쿄로 돌아가자고 요청하자, 카린은 거절하고 할아버지와 앙주와 함께 소세이 사찰에 머물기로 결정한다.

## 출연진
앙주(あんず)
성우 - 모리야마 미라이
카린(かりん)
성우 - 노토 고아
테츠야(てつや)
성우 - 아오키 무네타카
유즈키(ゆずき)
성우 - 이치카와 미와코
{오쇼(おしょう)
성우 - 스즈키 케이이치
가난의 신
성우 - 미즈사와 신고
타누키
성우 - 사와베 와타루
염라대왕
성우 - 우노 쇼헤이

## 제작

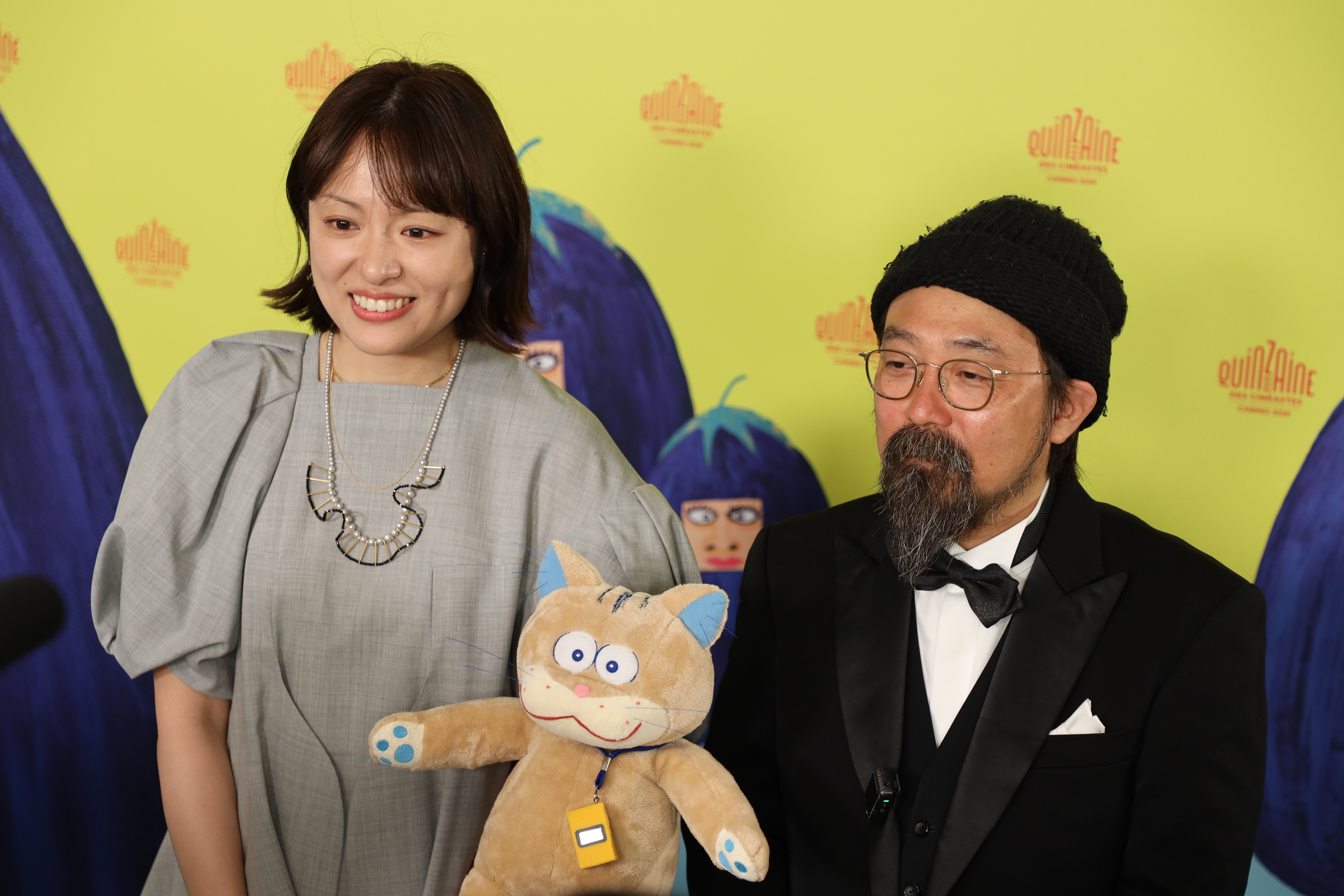
2024년 칸 영화제에서 앙주와 함께한 쿠노 요코 감독과 야마시타 노부히로 감독

### 애니메이션
고스트캣 앙주는 처음에는 실사로 촬영되었다. 애니메이션은 이 영상을 기반으로 로토스코핑되었다.

### 음악
이 영화의 주제곡 "마타비"는 사토 치아키가 불렀고, 음악은 스즈키 케이이치가 작곡했다.

## 개봉
고스트캣 앙주는 2023년 안시 국제 애니메이션 영화제에서 작업 중인 작품으로 상영되었다. 같은 달, GKIDS는 다음 해 북미 배급권을 획득했다. 완성된 영화는 2024년 5월 21일 칸 영화제 감독주간 섹션에서 초연되었다. 이 영화는 2024년 7월 19일 일본에서 개봉되었으며, 이어서 2024년 7월 21일 제28회 판타지아 국제 영화제에서 북미 초연되었다. 제29회 부산국제영화제 '오픈 시네마'에 초청되어 2024년 10월 야외극장에서 상영되었다.

## 평가

### 비판적 평가
데드라인 할리우드's 발레리 컴플렉스는 실사 녹화를 사용한 애니메이션 기술이 영화를 더욱 사실적으로 만들었다고 평가했지만, 영화의 느린 전개와 응집력 없는 서사 구조를 지적했다. 비슷하게, 시네유로파의 올리비아 팝은 "매력적이고 따뜻한" 애니메이션을 칭찬했지만, 고르지 않은 속도에 문제를 제기했다. 스크린 데일리's 웬디 아이드에게는 성우 연기가 영화의 하이라이트 중 하나였다.

### 수상
| 시상식                        | 연도             | 부문                        | 수상자                                                                                          | 결과 | 각주   |
| ----------------------------- | ---------------- | --------------------------- | ----------------------------------------------------------------------------------------------- | ---- | ------ |
| 칸 영화제                     | 2024년 5월 25일  | 감독주간                    | 고스트캣 앙주                                                                                   | 후보 | [ 5 ]  |
| 안시 국제 애니메이션 영화제   | 2024년 6월 15일  | 최우수 장편 영화 크리스털상 | 고스트캣 앙주                                                                                   | 후보 | [ 11 ] |
| 카탈루냐 국제 판타스틱 영화제 | 2024년 10월 13일 | 최우수 장편 영화            | 고스트캣 앙주                                                                                   | 후보 | [ 12 ] |
| 카탈루냐 국제 판타스틱 영화제 | 2024년 10월 13일 | 최우수 애니메이션 장편 영화 | 고스트캣 앙주                                                                                   | 후보 | [ 12 ] |
| 아시아 태평양 스크린 어워즈   | 2024년 11월 30일 | 최우수 애니메이션 영화      | 쿠노 요코, 야마시타 노부히로, 콘도 케이이치, 엠마뉘엘-알랭 레날, 피에르 보사롱, 네기시 히로유키 | 후보 | [ 13 ] |